# NHL (1998/1999)
Sezon NHL 1998−1999 – był 82 sezonem ligi NHL. Dwadzieścia siedem zespołów rozegrało po 82 mecze. Puchar Stanleya zdobył zespół Dallas Stars, który pokonał Buffalo Sabres 4-2.

## Tabele po sezonie zasadniczym
M = Mecze, W = Wygrane, P = Przegrane, R = Remis, PKT = Punkty, GZ = Gole Zdobyte, GS = Gole Stracone, KwM = Kary w Minutach

### Konferencja Wschodnia
| Atlantic Division   | M  | W  | P  | R  | PKT | GZ  | GS  | KwM  |
| ------------------- | -- | -- | -- | -- | --- | --- | --- | ---- |
| New Jersey Devils   | 82 | 47 | 24 | 11 | 105 | 248 | 196 | 1355 |
| Philadelphia Flyers | 82 | 37 | 26 | 19 | 93  | 231 | 196 | 1075 |
| Pittsburgh Penguins | 82 | 38 | 30 | 14 | 90  | 242 | 225 | 977  |
| New York Rangers    | 82 | 33 | 38 | 11 | 77  | 217 | 227 | 1087 |
| New York Islanders  | 82 | 24 | 48 | 10 | 58  | 194 | 244 | 1111 |

| Northeast Division  | M  | W  | P  | R  | PKT | GZ  | GS  | KwM  |
| ------------------- | -- | -- | -- | -- | --- | --- | --- | ---- |
| Ottawa Senators     | 82 | 44 | 23 | 15 | 103 | 239 | 179 | 892  |
| Toronto Maple Leafs | 82 | 45 | 30 | 7  | 97  | 268 | 231 | 1095 |
| Boston Bruins       | 82 | 39 | 30 | 13 | 91  | 214 | 181 | 1182 |
| Buffalo Sabres      | 82 | 37 | 28 | 17 | 91  | 207 | 175 | 1561 |
| Montreal Canadiens  | 82 | 32 | 39 | 11 | 75  | 184 | 209 | 1299 |

| Southeast Division  | M  | W  | P  | R  | PKT | GZ  | GS  | KwM  |
| ------------------- | -- | -- | -- | -- | --- | --- | --- | ---- |
| Carolina Hurricanes | 82 | 34 | 30 | 18 | 86  | 210 | 202 | 1158 |
| Florida Panthers    | 82 | 30 | 34 | 18 | 78  | 210 | 228 | 1522 |
| Washington Capitals | 82 | 31 | 45 | 6  | 68  | 200 | 218 | 1381 |
| Tampa Bay Lightning | 82 | 19 | 54 | 9  | 47  | 179 | 292 | 1316 |

### Konferencja Zachodnia
| Central Division    | M  | W  | P  | R  | PKT | GZ  | GS  | KwM  |
| ------------------- | -- | -- | -- | -- | --- | --- | --- | ---- |
| Detroit Red Wings   | 82 | 43 | 32 | 7  | 93  | 245 | 202 | 1202 |
| St. Louis Blues     | 82 | 37 | 32 | 13 | 87  | 237 | 209 | 1308 |
| Chicago Blackhawks  | 82 | 29 | 41 | 12 | 70  | 202 | 248 | 1807 |
| Nashville Predators | 82 | 28 | 47 | 7  | 63  | 190 | 261 | 1420 |

| Northwest Division | M  | W  | P  | R  | PKT | GZ  | GS  | KwM  |
| ------------------ | -- | -- | -- | -- | --- | --- | --- | ---- |
| Colorado Avalanche | 82 | 44 | 28 | 10 | 98  | 239 | 205 | 1619 |
| Edmonton Oilers    | 82 | 33 | 37 | 12 | 78  | 230 | 226 | 1373 |
| Calgary Flames     | 82 | 30 | 40 | 12 | 72  | 211 | 234 | 1389 |
| Vancouver Canucks  | 82 | 23 | 47 | 12 | 58  | 192 | 258 | 1764 |

| Pacific Division     | M  | W  | P  | R  | PKT | GZ  | GS  | KwM  |
| -------------------- | -- | -- | -- | -- | --- | --- | --- | ---- |
| Dallas Stars         | 82 | 51 | 19 | 12 | 114 | 236 | 168 | 1108 |
| Phoenix Coyotes      | 82 | 39 | 31 | 12 | 90  | 205 | 197 | 1412 |
| Anaheim Mighty Ducks | 82 | 35 | 34 | 13 | 83  | 215 | 206 | 1323 |
| San Jose Sharks      | 82 | 31 | 33 | 18 | 80  | 196 | 191 | 1423 |
| Los Angeles Kings    | 82 | 32 | 45 | 5  | 69  | 189 | 222 | 1383 |

### Najlepsi strzelcy
| Zawodnik        | Drużyna                           | Mecz | Bramki | Asysty | Pkt | KwM |
| --------------- | --------------------------------- | ---- | ------ | ------ | --- | --- |
| Jaromír Jágr    | Pittsburgh Penguins               | 81   | 44     | 83     | 127 | 66  |
| Teemu Selänne   | Anaheim Mighty Ducks              | 75   | 47     | 60     | 107 | 30  |
| Paul Kariya     | Anaheim Mighty Ducks              | 82   | 39     | 62     | 101 | 40  |
| Peter Forsberg  | Colorado Avalanche                | 78   | 30     | 67     | 97  | 108 |
| Joe Sakic       | Colorado Avalanche                | 73   | 41     | 55     | 96  | 29  |
| Aleksiej Jaszyn | Ottawa Senators                   | 82   | 44     | 50     | 94  | 54  |
| Eric Lindros    | Philadelphia Flyers               | 71   | 40     | 53     | 93  | 120 |
| Theoren Fleury  | Calgary Flames/Colorado Avalanche | 75   | 40     | 53     | 93  | 86  |
| John Leclair    | Philadelphia Flyers               | 76   | 43     | 47     | 90  | 30  |
| Pavol Demitra   | St. Louis Blues                   | 82   | 37     | 52     | 89  | 16  |

## Puchar Stanleya – playoffs

### Ćwierćfinały Konferencji

#### Konferencja Wschodnia
| New Jersey Devils – Pittsburgh Penguins | New Jersey Devils – Pittsburgh Penguins | New Jersey Devils – Pittsburgh Penguins | New Jersey Devils – Pittsburgh Penguins | New Jersey Devils – Pittsburgh Penguins | New Jersey Devils – Pittsburgh Penguins | New Jersey Devils – Pittsburgh Penguins |
| Data                                    | Wyjazd                                  | Wyjazd                                  | Dom                                     | Dom                                     |                                         |                                         |
| --------------------------------------- | --------------------------------------- | --------------------------------------- | --------------------------------------- | --------------------------------------- | --------------------------------------- | --------------------------------------- |
| 22 kwietnia                             | Pittsburgh                              | 1                                       | 3                                       | New Jersey                              |                                         |                                         |
| 24 kwietnia                             | Pittsburgh                              | 4                                       | 1                                       | New Jersey                              |                                         |                                         |
| 25 kwietnia                             | New Jersey                              | 2                                       | 4                                       | Pittsburgh                              |                                         |                                         |
| 27 kwietnia                             | New Jersey                              | 4                                       | 2                                       | Pittsburgh                              |                                         |                                         |
| 30 kwietnia                             | Pittsburgh                              | 3                                       | 4                                       | New Jersey                              |                                         |                                         |
| 2 maja                                  | New Jersey                              | 2                                       | 3                                       | Pittsburgh                              | Po dogrywce                             |                                         |
| 4 maja                                  | Pittsburgh                              | 4                                       | 2                                       | New Jersey                              |                                         |                                         |
| Pittsburgh wygrał 4:3                   |                                         |                                         |                                         |                                         |                                         |                                         |

| Ottawa Senators – Buffalo Sabres | Ottawa Senators – Buffalo Sabres | Ottawa Senators – Buffalo Sabres | Ottawa Senators – Buffalo Sabres | Ottawa Senators – Buffalo Sabres | Ottawa Senators – Buffalo Sabres | Ottawa Senators – Buffalo Sabres |
| Data                             | Wyjazd                           | Wyjazd                           | Dom                              | Dom                              |                                  |                                  |
| -------------------------------- | -------------------------------- | -------------------------------- | -------------------------------- | -------------------------------- | -------------------------------- | -------------------------------- |
| 21 kwietnia                      | Buffalo                          | 2                                | 1                                | Ottawa                           |                                  |                                  |
| 23 kwietnia                      | Buffalo                          | 3                                | 2                                | Ottawa                           | Po 2 dogrywkach                  |                                  |
| 25 kwietnia                      | Ottawa                           | 0                                | 3                                | Buffalo                          |                                  |                                  |
| 27 kwietnia                      | Ottawa                           | 3                                | 4                                | Buffalo                          |                                  |                                  |
| Buffalo wygrało 4:0              |                                  |                                  |                                  |                                  |                                  |                                  |

| Carolina Hurricanes – Boston Bruins | Carolina Hurricanes – Boston Bruins | Carolina Hurricanes – Boston Bruins | Carolina Hurricanes – Boston Bruins | Carolina Hurricanes – Boston Bruins | Carolina Hurricanes – Boston Bruins | Carolina Hurricanes – Boston Bruins |
| Data                                | Wyjazd                              | Wyjazd                              | Dom                                 | Dom                                 |                                     |                                     |
| ----------------------------------- | ----------------------------------- | ----------------------------------- | ----------------------------------- | ----------------------------------- | ----------------------------------- | ----------------------------------- |
| 22 kwietnia                         | Boston                              | 2                                   | 0                                   | Carolina                            |                                     |                                     |
| 24 kwietnia                         | Boston                              | 2                                   | 3                                   | Carolina                            | Po dogrywce                         |                                     |
| 26 kwietnia                         | Carolina                            | 3                                   | 2                                   | Boston                              |                                     |                                     |
| 28 kwietnia                         | Carolina                            | 1                                   | 4                                   | Boston                              |                                     |                                     |
| 30 kwietnia                         | Boston                              | 4                                   | 3                                   | Carolina                            | Po 2 dogrywkach                     |                                     |
| 2 maja                              | Carolina                            | 0                                   | 2                                   | Boston                              |                                     |                                     |
| Boston wygrał 4:2                   |                                     |                                     |                                     |                                     |                                     |                                     |

| Toronto Maple Leafs – Philadelphia Flyers | Toronto Maple Leafs – Philadelphia Flyers | Toronto Maple Leafs – Philadelphia Flyers | Toronto Maple Leafs – Philadelphia Flyers | Toronto Maple Leafs – Philadelphia Flyers | Toronto Maple Leafs – Philadelphia Flyers | Toronto Maple Leafs – Philadelphia Flyers |
| Data                                      | Wyjazd                                    | Wyjazd                                    | Dom                                       | Dom                                       |                                           |                                           |
| ----------------------------------------- | ----------------------------------------- | ----------------------------------------- | ----------------------------------------- | ----------------------------------------- | ----------------------------------------- | ----------------------------------------- |
| 22 kwietnia                               | Philadelphia                              | 3                                         | 0                                         | Toronto                                   |                                           |                                           |
| 24 kwietnia                               | Philadelphia                              | 1                                         | 2                                         | Toronto                                   |                                           |                                           |
| 26 kwietnia                               | Toronto                                   | 2                                         | 1                                         | Philadelphia                              |                                           |                                           |
| 28 kwietnia                               | Toronto                                   | 2                                         | 5                                         | Philadelphia                              |                                           |                                           |
| 1 maja                                    | Philadelphia                              | 1                                         | 2                                         | Toronto                                   | Po dogrywce                               |                                           |
| 3 maja                                    | Toronto                                   | 1                                         | 0                                         | Philadelphia                              |                                           |                                           |
| Toronto wygrało 4:2                       |                                           |                                           |                                           |                                           |                                           |                                           |

#### Konferencja Zachodnia
| Dallas Stars – Edmonton Oilers | Dallas Stars – Edmonton Oilers | Dallas Stars – Edmonton Oilers | Dallas Stars – Edmonton Oilers | Dallas Stars – Edmonton Oilers | Dallas Stars – Edmonton Oilers | Dallas Stars – Edmonton Oilers |
| Data                           | Wyjazd                         | Wyjazd                         | Dom                            | Dom                            |                                |                                |
| ------------------------------ | ------------------------------ | ------------------------------ | ------------------------------ | ------------------------------ | ------------------------------ | ------------------------------ |
| 21 kwietnia                    | Edmonton                       | 1                              | 3                              | Dallas                         |                                |                                |
| 23 kwietnia                    | Edmonton                       | 2                              | 3                              | Dallas                         |                                |                                |
| 25 kwietnia                    | Dallas                         | 3                              | 2                              | Edmonton                       |                                |                                |
| 27 kwietnia                    | Dallas                         | 3                              | 2                              | Edmonton                       | Po 3 dogrywkach                |                                |
| Dallas wygrało 4:0             |                                |                                |                                |                                |                                |                                |

| San Jose Sharks – Colorado Avalanche | San Jose Sharks – Colorado Avalanche | San Jose Sharks – Colorado Avalanche | San Jose Sharks – Colorado Avalanche | San Jose Sharks – Colorado Avalanche | San Jose Sharks – Colorado Avalanche | San Jose Sharks – Colorado Avalanche |
| Data                                 | Wyjazd                               | Wyjazd                               | Dom                                  | Dom                                  |                                      |                                      |
| ------------------------------------ | ------------------------------------ | ------------------------------------ | ------------------------------------ | ------------------------------------ | ------------------------------------ | ------------------------------------ |
| 24 kwietnia                          | Colorado                             | 3                                    | 1                                    | San Jose                             |                                      |                                      |
| 26 kwietnia                          | Colorado                             | 2                                    | 1                                    | San Jose                             | Po dogrywce                          |                                      |
| 28 kwietnia                          | San Jose                             | 4                                    | 2                                    | Colorado                             |                                      |                                      |
| 30 kwietnia                          | San Jose                             | 7                                    | 3                                    | Colorado                             |                                      |                                      |
| 1 maja                               | San Jose                             | 2                                    | 6                                    | Colorado                             |                                      |                                      |
| 3 maja                               | Colorado                             | 3                                    | 2                                    | San Jose                             | Po dogrywce                          |                                      |
| Colorado wygrało 4:2                 |                                      |                                      |                                      |                                      |                                      |                                      |

| Detroit Red Wings – Anaheim Mighty Ducks | Detroit Red Wings – Anaheim Mighty Ducks | Detroit Red Wings – Anaheim Mighty Ducks | Detroit Red Wings – Anaheim Mighty Ducks | Detroit Red Wings – Anaheim Mighty Ducks | Detroit Red Wings – Anaheim Mighty Ducks | Detroit Red Wings – Anaheim Mighty Ducks |
| Data                                     | Wyjazd                                   | Wyjazd                                   | Dom                                      | Dom                                      |                                          |                                          |
| ---------------------------------------- | ---------------------------------------- | ---------------------------------------- | ---------------------------------------- | ---------------------------------------- | ---------------------------------------- | ---------------------------------------- |
| 21 kwietnia                              | Anaheim                                  | 3                                        | 5                                        | Detroit                                  |                                          |                                          |
| 23 kwietnia                              | Anaheim                                  | 1                                        | 5                                        | Detroit                                  |                                          |                                          |
| 25 kwietnia                              | Detroit                                  | 4                                        | 2                                        | Anaheim                                  |                                          |                                          |
| 27 kwietnia                              | Detroit                                  | 3                                        | 0                                        | Anaheim                                  |                                          |                                          |
| Detroit wygrało 4:0                      |                                          |                                          |                                          |                                          |                                          |                                          |

| Phoenix Coyotes – St. Louis Blues | Phoenix Coyotes – St. Louis Blues | Phoenix Coyotes – St. Louis Blues | Phoenix Coyotes – St. Louis Blues | Phoenix Coyotes – St. Louis Blues | Phoenix Coyotes – St. Louis Blues | Phoenix Coyotes – St. Louis Blues |
| Data                              | Wyjazd                            | Wyjazd                            | Dom                               | Dom                               |                                   |                                   |
| --------------------------------- | --------------------------------- | --------------------------------- | --------------------------------- | --------------------------------- | --------------------------------- | --------------------------------- |
| 23 kwietnia                       | St. Louis                         | 3                                 | 1                                 | Phoenix                           |                                   |                                   |
| 25 kwietnia                       | St. Louis                         | 3                                 | 4                                 | Phoenix                           | Po dogrywce                       |                                   |
| 27 kwietnia                       | Phoenix                           | 5                                 | 4                                 | St. Louis                         |                                   |                                   |
| 29 kwietnia                       | Phoenix                           | 2                                 | 1                                 | St. Louis                         |                                   |                                   |
| 23 kwietnia                       | St. Louis                         | 2                                 | 1                                 | Phoenix                           | Po dogrywce                       |                                   |
| 25 kwietnia                       | Phoenix                           | 3                                 | 5                                 | St. Louis                         |                                   |                                   |
| 27 kwietnia                       | St. Louis                         | 1                                 | 0                                 | Phoenix                           | Po dogrywce                       |                                   |
| St. Louis wygrało 4:3             |                                   |                                   |                                   |                                   |                                   |                                   |

### Półfinały Konferencji

#### Konferencja Wschodnia
| Toronto Maple Leafs – Pittsburgh Penguins | Toronto Maple Leafs – Pittsburgh Penguins | Toronto Maple Leafs – Pittsburgh Penguins | Toronto Maple Leafs – Pittsburgh Penguins | Toronto Maple Leafs – Pittsburgh Penguins | Toronto Maple Leafs – Pittsburgh Penguins | Toronto Maple Leafs – Pittsburgh Penguins |
| Data                                      | Wyjazd                                    | Wyjazd                                    | Dom                                       | Dom                                       |                                           |                                           |
| ----------------------------------------- | ----------------------------------------- | ----------------------------------------- | ----------------------------------------- | ----------------------------------------- | ----------------------------------------- | ----------------------------------------- |
| 7 maja                                    | Pittsburgh                                | 2                                         | 0                                         | Toronto                                   |                                           |                                           |
| 9 maja                                    | Pittsburgh                                | 2                                         | 4                                         | Toronto                                   |                                           |                                           |
| 11 maja                                   | Toronto                                   | 3                                         | 4                                         | Pittsburgh                                |                                           |                                           |
| 13 maja                                   | Toronto                                   | 3                                         | 2                                         | Pittsburgh                                | Po dogrywce                               |                                           |
| 15 maja                                   | Pittsburgh                                | 1                                         | 4                                         | Toronto                                   |                                           |                                           |
| 17 maja                                   | Toronto                                   | 4                                         | 3                                         | Pittsburgh                                | Po dogrywce                               |                                           |
| Toronto wygrało 4:2                       |                                           |                                           |                                           |                                           |                                           |                                           |

| Boston Bruins – Buffalo Sabres | Boston Bruins – Buffalo Sabres | Boston Bruins – Buffalo Sabres | Boston Bruins – Buffalo Sabres | Boston Bruins – Buffalo Sabres | Boston Bruins – Buffalo Sabres | Boston Bruins – Buffalo Sabres |
| Data                           | Wyjazd                         | Wyjazd                         | Dom                            | Dom                            |                                |                                |
| ------------------------------ | ------------------------------ | ------------------------------ | ------------------------------ | ------------------------------ | ------------------------------ | ------------------------------ |
| 6 maja                         | Buffalo                        | 2                              | 4                              | Boston                         |                                |                                |
| 9 maja                         | Buffalo                        | 3                              | 1                              | Boston                         |                                |                                |
| 12 maja                        | Boston                         | 2                              | 3                              | Buffalo                        |                                |                                |
| 14 maja                        | Boston                         | 0                              | 3                              | Buffalo                        |                                |                                |
| 16 maja                        | Buffalo                        | 3                              | 5                              | Boston                         |                                |                                |
| 18 maja                        | Boston                         | 2                              | 3                              | Buffalo                        |                                |                                |
| Buffalo wygrało 4:2            |                                |                                |                                |                                |                                |                                |

#### Konferencja Zachodnia
| Dallas Stars – St. Louis Blues | Dallas Stars – St. Louis Blues | Dallas Stars – St. Louis Blues | Dallas Stars – St. Louis Blues | Dallas Stars – St. Louis Blues | Dallas Stars – St. Louis Blues | Dallas Stars – St. Louis Blues |
| Data                           | Wyjazd                         | Wyjazd                         | Dom                            | Dom                            |                                |                                |
| ------------------------------ | ------------------------------ | ------------------------------ | ------------------------------ | ------------------------------ | ------------------------------ | ------------------------------ |
| 6 maja                         | St. Louis                      | 0                              | 3                              | Dallas                         |                                |                                |
| 8 maja                         | St. Louis                      | 4                              | 5                              | Dallas                         | Po dogrywce                    |                                |
| 10 maja                        | Dallas                         | 2                              | 3                              | St. Louis                      | Po dogrywce                    |                                |
| 12 maja                        | Dallas                         | 2                              | 3                              | St. Louis                      | Po dogrywce                    |                                |
| 15 maja                        | St. Louis                      | 1                              | 3                              | Dallas                         |                                |                                |
| 17 maja                        | Dallas                         | 2                              | 1                              | St. Louis                      | Po dogrywce                    |                                |
| Dallas wygrało 4:2             |                                |                                |                                |                                |                                |                                |

| Colorado Avalanche – Detroit Red Wings | Colorado Avalanche – Detroit Red Wings | Colorado Avalanche – Detroit Red Wings | Colorado Avalanche – Detroit Red Wings | Colorado Avalanche – Detroit Red Wings | Colorado Avalanche – Detroit Red Wings | Colorado Avalanche – Detroit Red Wings |
| Data                                   | Wyjazd                                 | Wyjazd                                 | Dom                                    | Dom                                    |                                        |                                        |
| -------------------------------------- | -------------------------------------- | -------------------------------------- | -------------------------------------- | -------------------------------------- | -------------------------------------- | -------------------------------------- |
| 7 maja                                 | Detroit                                | 3                                      | 2                                      | Colorado                               | Po dogrywce                            |                                        |
| 9 maja                                 | Detroit                                | 4                                      | 0                                      | Colorado                               |                                        |                                        |
| 11 maja                                | Colorado                               | 5                                      | 3                                      | Detroit                                |                                        |                                        |
| 13 maja                                | Colorado                               | 6                                      | 2                                      | Detroit                                |                                        |                                        |
| 16 maja                                | Detroit                                | 0                                      | 3                                      | Colorado                               |                                        |                                        |
| 18 maja                                | Colorado                               | 5                                      | 2                                      | Detroit                                |                                        |                                        |
| Colorado wygrało 4:2                   |                                        |                                        |                                        |                                        |                                        |                                        |

### Finały Konferencji
| Konferencja Wschodnia                | Konferencja Wschodnia                | Konferencja Wschodnia                | Konferencja Wschodnia                | Konferencja Wschodnia                | Konferencja Wschodnia                | Konferencja Wschodnia                |
| Toronto Maple Leafs – Buffalo Sabres | Toronto Maple Leafs – Buffalo Sabres | Toronto Maple Leafs – Buffalo Sabres | Toronto Maple Leafs – Buffalo Sabres | Toronto Maple Leafs – Buffalo Sabres | Toronto Maple Leafs – Buffalo Sabres | Toronto Maple Leafs – Buffalo Sabres |
| Data                                 | Wyjazd                               | Wyjazd                               | Dom                                  | Dom                                  |                                      |                                      |
| ------------------------------------ | ------------------------------------ | ------------------------------------ | ------------------------------------ | ------------------------------------ | ------------------------------------ | ------------------------------------ |
| 23 maja                              | Buffalo                              | 5                                    | 4                                    | Toronto                              |                                      |                                      |
| 25 maja                              | Buffalo                              | 3                                    | 6                                    | Toronto                              |                                      |                                      |
| 27 maja                              | Toronto                              | 2                                    | 4                                    | Buffalo                              |                                      |                                      |
| 29 maja                              | Toronto                              | 2                                    | 5                                    | Buffalo                              |                                      |                                      |
| 30 maja                              | Buffalo                              | 4                                    | 2                                    | Toronto                              |                                      |                                      |
| Buffalo wygrało 4:1                  |                                      |                                      |                                      |                                      |                                      |                                      |

| Konferencja Zachodnia             | Konferencja Zachodnia             | Konferencja Zachodnia             | Konferencja Zachodnia             | Konferencja Zachodnia             | Konferencja Zachodnia             | Konferencja Zachodnia             |
| Dallas Stars – Colorado Avalanche | Dallas Stars – Colorado Avalanche | Dallas Stars – Colorado Avalanche | Dallas Stars – Colorado Avalanche | Dallas Stars – Colorado Avalanche | Dallas Stars – Colorado Avalanche | Dallas Stars – Colorado Avalanche |
| Data                              | Wyjazd                            | Wyjazd                            | Dom                               | Dom                               |                                   |                                   |
| --------------------------------- | --------------------------------- | --------------------------------- | --------------------------------- | --------------------------------- | --------------------------------- | --------------------------------- |
| 22 maja                           | Colorado                          | 2                                 | 1                                 | Dallas                            |                                   |                                   |
| 24 maja                           | Colorado                          | 2                                 | 4                                 | Dallas                            |                                   |                                   |
| 26 maja                           | Dallas                            | 3                                 | 0                                 | Colorado                          |                                   |                                   |
| 28 maja                           | Dallas                            | 2                                 | 3                                 | Colorado                          | Po dogrywce                       |                                   |
| 30 maja                           | Colorado                          | 7                                 | 5                                 | Dallas                            |                                   |                                   |
| 1 czerwca                         | Dallas                            | 4                                 | 1                                 | Colorado                          |                                   |                                   |
| 4 czerwca                         | Colorado                          | 1                                 | 4                                 | Dallas                            |                                   |                                   |
| Dallas wygrało 4:3                |                                   |                                   |                                   |                                   |                                   |                                   |

### Finał Pucharu Stanleya
| Dallas Stars – Buffalo Sabres                | Dallas Stars – Buffalo Sabres | Dallas Stars – Buffalo Sabres | Dallas Stars – Buffalo Sabres | Dallas Stars – Buffalo Sabres | Dallas Stars – Buffalo Sabres | Dallas Stars – Buffalo Sabres |
| Data                                         | Wyjazd                        | Wyjazd                        | Dom                           | Dom                           |                               |                               |
| -------------------------------------------- | ----------------------------- | ----------------------------- | ----------------------------- | ----------------------------- | ----------------------------- | ----------------------------- |
| 8 czerwca                                    | Buffalo                       | 3                             | 2                             | Dallas                        |                               |                               |
| 10 czerwca                                   | Buffalo                       | 2                             | 4                             | Dallas                        |                               |                               |
| 12 czerwca                                   | Dallas                        | 2                             | 1                             | Buffalo                       |                               |                               |
| 15 czerwca                                   | Dallas                        | 1                             | 2                             | Buffalo                       |                               |                               |
| 17 czerwca                                   | Buffalo                       | 0                             | 2                             | Dallas                        |                               |                               |
| 19 czerwca                                   | Dallas                        | 2                             | 1                             | Buffalo                       | Po 3 dogrywkach               |                               |
| Dallas wygrało 4:2 i zdobyli Puchar Stanleya |                               |                               |                               |                               |                               |                               |

## Nagrody NHL
| Art Ross Memorial Trophy:        | Jaromír Jágr, Pittsburgh Penguins      |
| Hart Memorial Trophy:            | Jaromír Jágr, Pittsburgh Penguins      |
| Lady Byng Memorial Trophy:       | Wayne Gretzky, New York Rangers        |
| Vezina Trophy:                   | Dominik Hašek, Buffalo Sabres          |
| Calder Memorial Trophy:          | Chris Drury, Colorado Avalanche        |
| James Norris Memorial Trophy:    | Al MacInnis, St. Louis Blues           |
| Bill Masterton Memorial Trophy:  | John Cullen, Tampa Bay Lightning       |
| Lester Patrick Trophy:           | Harry Sinden                           |
| Lester B. Pearson Award:         | Jaromír Jágr, Pittsburgh Penguins      |
| NHL Plus/Minus Award:            | John LeClair, Philadelphia Flyers      |
| Jack Adams Award:                | Jacques Martin, Ottawa Senators        |
| Frank J. Selke Trophy:           | Jere Lehtinen, Dallas Stars            |
| King Clancy Memorial Trophy:     | Rob Ray, Buffalo Sabres                |
| William M. Jennings Trophy:      | Ed Belfour i Roman Turek, Dallas Stars |
| Maurice 'Rocket' Richard Trophy: | Teemu Selänne, Anaheim Mighty Ducks    |